# 奧爾滕堡 (密蘇里州)
奧爾滕堡（英語：Altenburg）是位於美國密蘇里州佩里縣的城市。

## 人口
根據2020年美國人口普查的數據，奧爾滕堡的面積為2.72平方千米，皆為陸地。當地共有人口341人，而人口密度為每平方千米125人。